# Viaje apostólico de Pablo VI a Colombia
El viaje apostólico de Pablo VI a Colombia se realizó entre el 22 y el 24 de agosto de 1968 con motivo de la clausura del 39.º Congreso Eucarístico Internacional en Bogotá, y la 2.ª Conferencia General del Episcopal latino-americano en Medellín. Fue la primera visita papal realizada a Colombia y a Latinoamérica.

## Itinerario
La visita de Pablo VI a Colombia duro 3 días y 2 noches, donde ofició 5 eucaristías.
| Fecha        | Ciudad            | Eventos |
| ------------ | ----------------- | --- |
| 22 de agosto | Bogotá            | - Llegada al aeropuerto El Dorado, recibimiento por Carlos Lleras Restrepo. - Saludo en la Plaza de Bolívar. - Ceremonia de ordenaciones sacerdotales en el templete eucarístico (hoy Parque Simón Bolívar). |
| 23 de agosto | Bogotá y Mosquera | - Visita al presidente de la República en el Palacio de San Carlos. - Reunión con los campesinos en la población de Mosquera, Cundinamarca. - Bendición de equipos transmisores de radio en campos de San José. - Eucaristía en el Campo Eucarístico. - Encuentro con el cuerpo diplomático y altas autoridades extranjeras llegadas a Bogotá con ocasión del Congreso Eucarístico. |
| 24 de agosto | Bogotá            | - Visita y eucaristía en la parroquia de Santa Cecilia (Barrio Venecia). - Inauguración de la II Conferencia General del Episcopado Latinoamericano en la Catedral Primada. - Bendición de la sede del CELAM (Consejo Episcopal Latinoamericano). - Bendición de los matrimonios. - Regreso a Roma.                                                                                 |